# Salmoneus ikaros
Salmoneus ikaros — вид десятиногих ракоподібних родини раків-лускунчиків (Alpheidae). Описаний у 2020 році.

## Назва
Видова назва S. ikaros походить від слова «Ікарос» — грецької назви острова Файлака.

## Поширення
Ендемік Кувейту. Вид описаний зі зразка, що спійманий біля узбережжя острова Файлака. Зразок був видобутий з нори креветки Balsscallichirus masoomi на глибині 7 метрів.